# ابن القنصل (فلم)
ابن القنصل  فيلم من إنتاج عام 2010 بطولة أحمد السقا ويشاركه في الفيلم كلا من غادة عادل وخالد صالح.

## القصة
تدور قصة الفيلم حول المزور الشهير الملقب بالقنصل وذلك لقدرته الفائقة على تزوير جوازات السفر والتاشيرات ويجسد دوره خالد صالح. ولكنه يقع في قبضة الشرطة ويتم سجنه ويحاول مزور شاب (يجسده أحمد السقا) أن يخدعه مستعينا بفتاة «غادة عادل» تدعى أنها فتاة ليل، لذلك يطلق عليه ابن القنصل لأنه يحاول إقناع القنصل أنه ابنه.

## الأبطال
- أحمد السقا - عصام/ ناصر.
- غادة عادل - بوسي.
- خالد صالح - عادل القنصل.
- خالد سرحان.
- سوسن بدر - ضيفة شرف.
- مصطفى هريدي شحاذ نصاب
- مجدي كامل ضابط مباحث نصاب.

عرض الفيلم في عيد الأضحى للعام 2010 (وافق العيد يوم 16 نوفمبر 2010).

## روابط خارجية
- مقالات تستعمل روابط فنية بلا صلة مع ويكي بيانات